# Constant Lestienne
Constant Lestienne (ur. 23 maja 1992 w Amiens) – francuski tenisista.

## Kariera tenisowa
Zawodowym tenisistą Lestienne jest od 2012.
Startując w zawodach ATP Challenger Tour wygrał siedem tytułów w grze singlowej.
We wrześniu 2016 został zawieszony przez ITF na siedem miesięcy za ustawienie dwieście dwudziestu meczów między lutym 2012 a czerwcem 2015. Dodatkowo Francuza ukarano grzywną w wysokości 10 000 dolarów.
W rankingu gry pojedynczej najwyżej był na 48. miejscu (6 lutego 2023), a w klasyfikacji gry podwójnej na 250. pozycji (12 czerwca 2023).

### Finały w turniejach ATP Tour
| Legenda                                      |
| -------------------------------------------- |
| Wielki Szlem                                 |
| Igrzyska olimpijskie                         |
| Tennis Masters Cup / ATP Finals              |
| ATP Masters Series / ATP Tour Masters 1000   |
| ATP International Series Gold / ATP Tour 500 |
| ATP International Series / ATP Tour 250      |

#### Gra podwójna (0–1)
| Końcowy wynik | Nr | Data           | Turniej | Nawierzchnia | Partner                 | Przeciwnicy                 | Wynik finału      |
| ------------- | -- | -------------- | ------- | ------------ | ----------------------- | --------------------------- | ----------------- |
| Finalista     | 1. | 24 lutego 2023 | Doha    | Twarda       | Botic van de Zandschulp | Rohan Bopanna Matthew Ebden | 7:6(5), 4:6, 6–10 |

### Zwycięstwa w turniejach ATP Challenger Tour w grze pojedynczej
| Końcowy wynik | Nr | Data                 | Turniej    | Nawierzchnia | Przeciwnik         | Wynik finału     |
| ------------- | -- | -------------------- | ---------- | ------------ | ------------------ | ---------------- |
| Zwycięzca     | 1. | 1 maja 2016          | Ostrawa    | Ceglana      | Zdeněk Kolář       | 6:7(5), 6:1, 6:2 |
| Zwycięzca     | 2. | 11 sierpnia 2018     | Portorož   | Twarda       | Andrea Arnaboldi   | 6:2, 6:1         |
| Zwycięzca     | 3. | 17 października 2021 | Alicante   | Twarda       | Hugo Grenier       | 6:4, 6:3         |
| Zwycięzca     | 4. | 3 lipca 2022         | Malaga     | Twarda       | Emilio Gómez       | 6:3, 5:7, 6:2    |
| Zwycięzca     | 5. | 24 lipca 2022        | Pozoblanco | Twarda       | Grégoire Barrère   | 6:0, 7:6(3)      |
| Zwycięzca     | 6. | 21 sierpnia 2022     | Vancouver  | Twarda       | Arthur Rinderknech | 6:0, 4:6, 6:3    |
| Zwycięzca     | 7. | 19 sierpnia 2023     | Stanford   | Twarda       | Emilio Nava        | 7:6(4), 6:2      |